# Crizia
Crizia il Giovane (in greco antico: Κριτίας?, Kritías; Atene, 460 a.C. – Atene, inverno 403 a.C.) è stato un politico, scrittore e filosofo greco antico, già discepolo di Socrate e in seguito capo dei Trenta tiranni di Atene.

## Biografia
(Crizia, fr. B24)
Crizia apparteneva ad una delle più ricche e nobili famiglie dell'aristocrazia ateniese: il padre Callescro, secondo quanto riferisce Lisia nel discorso Contro Eratostene, fu nel 411 a.C. uno dei più importanti membri del governo oligarchico dei Quattrocento.
Suo cugino era Leogora, padre di Andocide e appartenente alla più antica famiglia dell'Attica; fu inoltre zio di Platone e discepolo di Gorgia e Socrate.
Senofonte, nelle Elleniche, lo descrive come un convinto estremista filospartano.
Legato ad Alcibiade, fu coinvolto con lui nel 415 a.C. nello scandalo delle erme e accusato di averle profanate. Partecipò in seguito al regime oligarchico dei Quattrocento (411 a.C.) insieme al padre, come risulta dalle testimonianze del discorso Contro Teocrine, e fu per questo esiliato in Tessaglia, come narra Senofonte nelle Elleniche, quando venne ripristinata in Atene la democrazia (409 a.C.).
Ebbe la sua rivincita politica dopo la battaglia di Egospotami, quando Atene fu definitivamente sconfitta da Sparta, atto finale della guerra del Peloponneso. Ritornò in patria nel 404 a.C. al seguito dello spartano Lisandro e divenne capo dei Trenta Tiranni, i quali instaurarono un regime del terrore che mandò a morte gli oppositori democratici e persino un collega come Teramene, che tentò di dissociarsi in assemblea dall'estremismo di Crizia.
Quello che si insediò fu un governo fortemente reazionario: numerosissimi cittadini ateniesi furono costretti a lasciare la città per spostarsi in campagna, con la prospettiva di un ritorno alle mitiche origini agricole di Atene. Crizia attaccò poi anche i ricchi meteci, che non erano cittadini ateniesi, cercando di distruggere la loro influenza.
Tutto ciò ebbe però vita breve: Crizia perì nella battaglia di Munichia combattendo contro i democratici di Trasibulo, che avevano occupato il Pireo. Si racconta che sulla sua tomba fosse stata scolpita la personificazione dell'Oligarchia intenta ad appiccare fuoco con una fiaccola alla Democrazia.

## Opere
Per quanto riguarda la sua produzione letteraria, scrisse di tutto, dalla prosa, al teatro e all'elegia politica. Rimangono diversi frammenti a lui attribuiti, soprattutto di una tragedia intitolata Piritoo e di un dramma satiresco intitolato Sisifo.
Sostenne che la religione fosse un'invenzione utile, insieme alle leggi, per controllare l'uomo: fu uno dei pochi atei espliciti dell'antichità.

### IlSisifoe la fragilità della legge
Il Sisifo è un dramma satiresco generalmente attribuito a Crizia, nel quale tratta la dissoluzione delle credenze tradizionali, tra cui il diritto positivo, la politica e la religione – ovvero una critica di ciò che i Greci raggruppavano sotto il concetto di nomos. Il termine "nomos" assume in greco tutta una serie di aspetti che trascendono la traduzione italiana di "diritto" o "norma". Il suo valore, oltre ad essere descrittivo (nel nomos rientrano infatti tutte le istituzioni umane, sia quelle politiche, sia quelle sociali, sia quelle religiose) è anche e forse soprattutto regolativo (ovvero quali siano i modi migliori per governare, quali siano gli scopi e le funzioni delle cariche sociali e così via). L'originalità di Crizia, per quanto riguarda il lungo frammento del Sisifo (che potrebbe anche essere ricondotto a Euripide), sta nella tesi che vede nell'invenzione degli dèi il fondamento per la nascita della civiltà (si veda la voce instrumentum regni).
Ribaltando lo schema tradizionale, che storicamente voleva il diritto positivo fondato sulla morale divina (si pensi a Esiodo), egli con straordinaria acutezza fonda nella paura del divino il vero caposaldo del potere politico. La divinità assume così le caratteristiche di uno strumento politico atto al governo della parte più intima del popolo: la sfera personale. Secondo Crizia, il divino è stato inventato dai governanti affinché gli uomini smettessero di infrangere le leggi di nascosto, convincendoli dell'esistenza di una forza soprannaturale in grado di osservarli in qualsiasi momento e in seguito giudicarli.
Questa critica corrosiva va ben oltre la semplice spiegazione razionalistica della religione, dimostrando la debolezza intrinseca della legge positiva e della morale collettiva. Queste sono infatti frutto di convenzione, relative e basate sull'apparenza: come prima di lui aveva osservato il sofista Antifonte, giusto è colui che, di fronte a testimoni, si comporti in ossequio alla legge per evitare biasimo e pene, ma che poi, in privato, si comporti secondo la propria natura (physis). Qui sta appunto, anche per Crizia, la debolezza della legge, poiché essa cessa di avere valore quando l'individuo si trova solo. Qualsiasi oratore, poi, è in grado a parole di rigirare la legge a proprio vantaggio, insozzando ciò che di buono vi è in essa. Piuttosto che sul nomos, dunque, una società ordinata si dovrebbe basare sulla moderazione del singolo individuo. Come scrisse nel Piritoo, «un carattere nobile è più saldo della legge», poiché nessuno sarà mai in grado di storpiarlo. Si noti che questo discorso è in linea con la mentalità aristocratica e oligarchica del periodo, di cui Crizia è uno dei principali esponenti. L'attacco alla religione e il richiamo alla moderazione in quanto saggezza (sophrosyne), di contro alla fragilità del nomos, mostrano una critica molto forte dell'isonomia, cardine del regime democratico ateniese, per la quale tutti i cittadini sono uguali di fronte alla legge. Come fa notare Mario Untersteiner, la tesi di Crizia lo rende dunque al tempo stesso «scientificamente illuminista e praticamente reazionario».